# Howie Kendrick
Howard Joseph Kendrick (Jacksonville, 12 luglio 1983) è un ex giocatore di baseball statunitense.

## Carriera

### Minor League (MiLB)

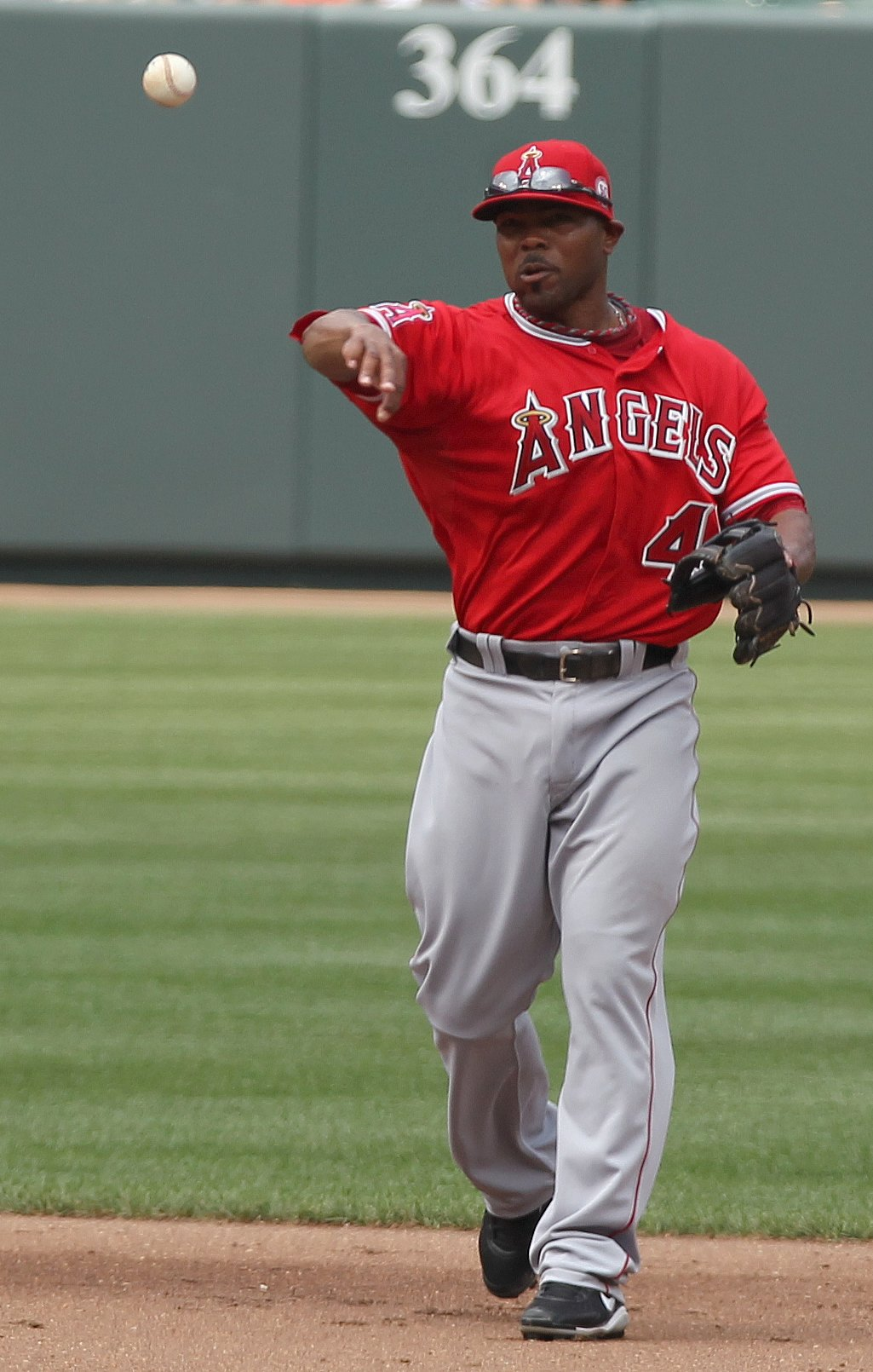
Kendrick con gli Angels nel 2011

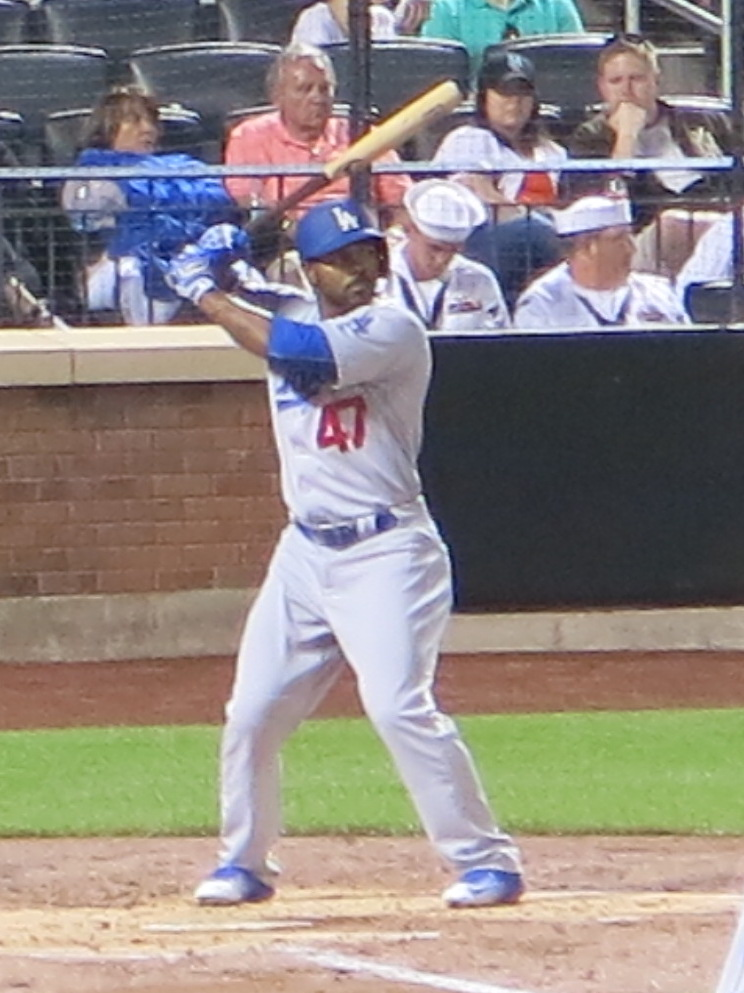
Kendrick nel box di battuta nel 2016

Kendrick frequentò la West Nassau High School di Callahan, Florida e dopo essersi diplomato, si iscrisse al St. Johns River Community College di Palatka. Da lì venne selezionato nel 10º turno del draft MLB 2002 dagli Anaheim Angels. Passò la stagione 2002 e 2003 nella classe Rookie, poi nel 2004 venne promosso nella classe A. Nel 2005 venne impiegato nella classe A-avanzata e nella Doppia-A.

### Major League (MLB)
Kendrick debuttò nella MLB il 26 aprile 2006, all'Angel Stadium di Anaheim contro gli Detroit Tigers. Batté la sua prima valida il 1º maggio contro gli Athletics, e il suo primo fuoricampo il 26 luglio, contro i Devil Rays. Concluse la stagione con 72 partite disputate nella MLB e 69 nella Tripla-A.
Nel 2011 venne convocato per la prima volta per l'All-Star Game. Il 7 gennaio 2012, firmò un nuovo contratto quadriennale dal valore di 33.5 milioni di dollari con gli Angels.
L'11 dicembre 2014, gli Angels scambiarono Kendrick con i Los Angeles Dodgers per Andrew Heaney.
Divenne free agent dopo la conclusione della stagione 2015. Il 4 febbraio 2016, firmò nuovamente con i Dodgers.
L'11 novembre 2016, i Dodgers scambiarono Kendrick con i Philadelphia Phillies per Darin Ruf e Darnell Sweeney.
L'28 luglio 2017, i Phillies scambiarono Kendrick assieme a una somma in denaro con i Washington Nationals per il giocatore di minor league McKenzie Mills e un international bonus slot money. Il 13 agosto, batté il suo primo grand slam, contro i Giants.
Divenne free agent alla fine della stagione 2017, ma prima dell'inizio della successiva, il 18 gennaio 2018, firmò un nuovo contratto biennale del valore di 7 milioni con i Nationals. Il 19 maggio 2018, Kendrick si ruppe il Tendine di Achille, terminando in anticipo la stagione.
Il 9 ottobre 2019, durante la 5ª partita della National League Division Series, Kendrick batté un grand slam nel 10º inning contro il lanciatore dei Dodgers Joe Kelly che consegnò la vittoria alla squadra e il conseguente passaggio alla National League Championship Series. È stato il secondo grand slam battuto durante gli extra-innings nella storia del post stagione MLB, il primo venne battuto da Nelson Cruz durante American League Championship Series 2011.
Durante la National League Championship Series, Kendrick batté 5 valide su 15 turni di battuta con 4 doppi e 4 punti battuti a casa contro i Cardinals, venendo premiato al termine della serie con il NLCS MVP award. A fine anno conquistò le World Series con i Nationals, battendo gli Houston Astros per quattro gare a tre.
Nella stagione 2020, Kendrick venne schierato in 19 partite come battitore designato e in sole 6 partite come giocatore di posizione, in prima base. Il 21 dicembre 2020, Kendrick annunciò il ritiro dal baseball professionistico.

## Palmarès

### Club
- World Series: 1

Washington Nationals: 2019

### Individuale
- MVP della National League Championship Series: 1

2019
- MLB All-Star: 1

2011